# 南海部郡

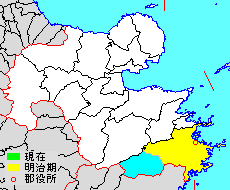
大分県南海部郡の位置（水色：後に他郡から編入した区域）

南海部郡（みなみあまべぐん）は、大分県にあった郡。

## 郡域
明治11年（1878年）に行政区画として発足した当時の郡域は、下記の区域にあたる。
- 佐伯市の大部分（宇目大字各町を除く）
- 豊後大野市の一部（三重町山部）

## 江戸時代
江戸時代、のちの本郡域となる区域は、天領だった各村を除いてほとんどは佐伯藩領だった。幕府から公認された佐伯藩の御朱印村でのちに本郡域となる23村とのちの北海部郡にまたがる2村であり、この御朱印村を基本単位として、その下に多数の枝郷が所属している。
| 御朱印村 | 御朱印村   | 枝郷 |
| -------- | ---------- | --- |
| 塩屋村   | 塩屋村     | 臼坪・中村・大船繋・長島新田・女島新田 |
| 上岡村   | 上岡村     | 門前・迫田・八戸・樫野 |
| 久部村   | 久部村     | 水谷・蛇崎 |
| 長瀬村   | 長瀬村     | （枝郷なし） |
| 堅田村   | 堅田村     | 江頭・松井・田中・城・鵜山・岸河内・大越・※府坂・市福所・河井・黒沢・谷川・山口・※柏江・※塩月・※津志河内・※石打・※波越・※泥谷・※西野・※棚野                              |
| 床木村   | 床木村     | ※（枝郷なし） |
| 上野村   | 上野村     | 櫟木・上小倉・谷口・山梨子・井崎・小田 |
| 中野村   | 中野村     | 笠掛・三股・宇津々・波寄・小川・小半・風戸 |
| 下野村   | 下野村     | 高畑・野口・坂野浦・藤原・坂本・脇 |
| 切畑村   | 切畑村     | 江良・提内・門田・平井・細田 |
| 上直見村 | 上直見村   | 神野原・間庭 |
| 下直見村 | 下直見村   | 水口・新洞・岩井戸 |
| 古市村   | 古市村     | 駄市・龍護寺 |
| 戸穴村   | 戸穴村     | 地蔵河内・河内・宇土河内 |
| 因尾村   | 因尾村     | 羽木・井野上・上津川・井野内・山部・土河屋・樫峰 |
| 大坂本村 | 大坂本村   | 宮野下・本田・稽古屋・釈魔・宇藤木 |
| 木立村   | 木立村     | 中野河内・桟敷 |
| 横川村   | 横川村     | 日形・井取 |
| 仁田原村 | 仁田原村   | 柚野原・岸野上 |
| 赤木村   | 赤木村     | 堂師・市屋敷 |
| 海崎村   | 海崎村     | 山野口・本海崎・百枝・代後浦 |
| 狩生村   | 狩生村     | 仲間・車 |
| 上浦村   | 上浦村     | 田野浦・蒲戸浦・福泊浦・夏井浦・津井浦・浅海井浦・晞干浦・古江浦・風無浦・宮野内浦・内野浦・笹良目浦・高松浦・日向泊浦・塩内浦・荒網代浦・石間浦・守後浦・久保浦・片神浦 |
| 中浦村   | 中浦村     | 吹浦・地松浦・沖松浦・桑野浦・日野浦・帆波浦・鮪浦・羽出浦・中越浦・丹賀浦・梶寄浦・大島                                                                                 |
| 下浦村   | 米水津浦組 | 色利浦・浦代浦・竹野浦・小浦・宮野浦 |
| 下浦村   | 入津浦組   | 畑野浦・楠本浦・竹野浦河内・西野浦 |
| 下浦村   | 蒲江浦組   | 泊浦・河内浦・猪串浦・坪浦・野々河内浦・森崎浦・丸市尾浦・葛原浦・波当津浦                                                                                               |

※は天領編入および相給分
斜体はのちの北海部郡にまたがる
枝郷は必要に応じて随時再編されており、その名称・範囲等についても時期によって変動が見られるが、享和3年（1803年）に書かれた『郷村仮名附帳』により、概容を知ることができる。『旧高旧領取調帳』では、こうした枝郷やさらに下位の小字のいくつかを村扱にして村高を割り付けているため、146村と約6倍の数になっている。また佐伯藩では、領内の村を農山村である「在方」と漁村である「浦方」に分類し、それぞれの特質に応じた支配形態をとっていた。
佐伯藩の領域内には一部（床木村と堅田村のうち枝郷9村）に天領（幕府領）およびその相給となっている箇所が存在する。この村々は、もともと初代藩主毛利高政の弟・吉安の所領であったが、吉安が第3代藩主の選定問題で藩と対立した結果、寛永10年（1633年）に兄から与えられていた堅田・床木の計2,000石の領地を幕府に献上し、自身は蔵米取りの旗本となってしまったために発生したものである。吉安の旧領10村は当初佐伯藩の預地となったが、寛文6年（1686年）に佐伯藩領と天領との間で争論が発生したため、寛文8年（1688年）に預りを解かれて日田代官所の管轄となり、その後天明3年（1783年）に佐伯藩の懇請により再び預地となって明治3年（1870年）に日田県に移管されるまで続いた。
明治11年（1878年）の海部郡分割に際しては、上浦村組・大坂本村組は南海部郡・北海部郡に分割された以外、全域が本郡の管轄となった。

## 明治以降

### 郡発足までの沿革
- 「旧高旧領取調帳」に記載されている明治初年時点での、海部郡うち後の本郡域の支配は以下の通りだが、海部郡については過渡期の再編・細分化が記載に反映されているため、幕末から明治初年当時の実際の村割と取調帳の記載との間にかなりの差が見られるうえ、後述する明治8年（1875年）の村落統合を経て、明治11年（1878年）の海部郡分割時に存在した村名とも一部でずれが生じている。（102村50浦1島）

| 知行       | 知行               | 村数        | 村名 |
| ---------- | ------------------ | ----------- | --- |
| 天領       | 佐伯藩預地         | 8村         | 石打村、西野村、波越村、泥谷村、柏江村、塩月村、津志河内村、棚野村 |
| 藩領       | 豊後佐伯藩         | 92村50浦1島 | 塩屋村、大船繋村、下野村、坂野村、上岡村、古市村、長瀬村、久部村、蛇崎村、大越村、岸河内村、城村、海崎村、百枝村、戸穴村、狩生村、小福良村、車村、中河原村、市福所村、川井村、（堅田村組）黒沢村、谷川村、山口村、木立村、鵜山村、江頭村、井崎村、弥越村、小田村、下小倉村、上小倉村、山梨子村、江良村、門田村、細田村、提内村、平井村、大坂本村、竹峰村、釈魔村、石原村、宇藤木村、岡村、川中村、黒土村、田野平村、長畑村、備後村、上直見村、岩井戸村、浦木村、新洞村、千股村、水口村、横川村、井取村、黒岩村、羽木村、仁田原村、内水村、大津留村、杭野内村、久保河内村、（仁田原村組）黒沢村、細河内村、赤木村、知江村、中津留村、吹原村、道野内村、（赤木村組）長野村、因尾村、宇曾河内村、江平村、井野上村、上津川村、波寄村、堂野間村、宇根原村、山部村、樫峰村、片内村、腰越村、宇津々村、小川村、小半村、笠掛村、（中野村組）長野村、風戸村、三股村、長崎村、笹良目浦、代後浦、古江浦、晞干浦、内野浦、風無浦、宮野内浦、荒網代浦、石間浦、片神浦、久保浦、塩内浦、高松浦、日向泊浦、守後浦、蒲江浦、河内浦、猪串浦、楠本浦、畑野浦、西野浦、葛原浦、波当津浦、森崎浦、丸市尾浦、野々河内浦、坪浦、浅海井浦、津井浦、長田浦、蒲戸浦、夏井浦、福泊浦、中越浦、羽出浦、梶寄浦、丹賀浦、桑野浦、鮪浦、日野浦、帆波浦、沖松浦、地松浦、吹浦、色利浦、浦代浦、小浦、竹野浦、宮野浦、竹野浦河内、大島 |
| 天領・藩領 | 佐伯藩・佐伯藩預地 | 2村         | 府坂村、床木村 |

- 明治3年12月24日（1871年2月13日） - 佐伯藩預地が日田県の管轄となる[4]。
- 明治4年
  - 7月14日（1871年8月29日） - 廃藩置県により、藩領が佐伯県の管轄となる。
  - 11月14日（1871年12月25日） - 第1次府県統合により、全域が大分県の管轄となる。
- 明治8年（1875年）3月13日 - 以下の各町村の統廃合が行われる。（46村36浦1島）
  - 佐伯村（さえきむら） ← 塩屋村、大船繋村
  - 鶴望村 ← 下野村、坂野村
  - 稲垣村 ← 古市村、長瀬村
  - 池田村 ← 久部村、蛇崎村
  - 長谷村 ← 大越村、岸河内村、城村
  - 霞ヶ浦村 ← 笹良目浦、代後浦
  - 二栄浦 ← 古江浦、晞干浦
  - 護江浦 ← 内野浦、風無浦、宮野内浦
  - 海崎村海崎村、百枝村
  - 狩生村狩生村、小福良村、車村、中河原村
  - 青山村 ← 市福所村、川井村、（堅田村組）黒沢村、谷川村、山口村、棚野村
  - 堅田村 ← 石打村、西野村、波越村、泥谷村、府坂村
  - 長良村 ← 鵜山村、江頭村、柏江村、塩月村、津志河内村
  - 最勝海浦 ← 長田浦、蒲戸浦、夏井浦、福泊浦
  - 有明浦 ← 桑野浦、鮪浦、日野浦、帆波浦
  - 蒲江浦 ← 蒲江浦、河内浦
  - 野々河内浦 ← 野々河内浦、坪浦
  - 大坂本村 ← 大坂本村、竹峰村
  - 尺間村 ← 釈魔村、石原村、宇藤木村、岡村、川中村、黒土村、田野平村、長畑村、備後村
  - 下直見村 ← 岩井戸村、浦木村、新洞村、千股村、水口村
  - 横川村 ← 横川村、井取村、黒岩村、羽木
  - 仁田原村 ← 仁田原村、内水村、大津留村、杭野内村、久保河内村、（仁田原村組）黒沢村、細河内村
  - 赤木村 ← 赤城村、知江村、中津留村、吹原村、道野内村、（赤木村組）長野村
  - 笠掛村 ← 笠掛村、（中野村組）長野村
  - 三股村 ← 三股村、長崎村
  - 因尾村 ← 因尾村、宇曾河内村、江平村、羽木村
  - 堂野間村 ← 堂野間村、宇根原村
  - 山部村 ← 山部村、樫峰村、片内村、腰越村

### 郡発足以降の沿革
- 明治11年（1878年）11月1日 - 郡区町村編制法の大分県での施行により、海部郡のうち佐伯村ほか46村36浦2島に行政区画としての南海部郡が発足。郡役所が佐伯村に設置。
- 明治20年（1887年）4月 - 屋形島が蒲江浦に編入[5]。（46村36浦1島）

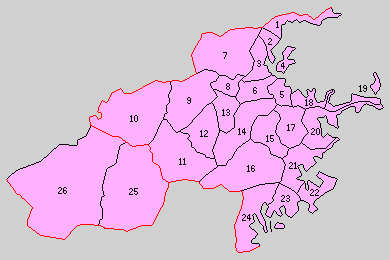
1.東上浦村 2.西上浦村 3.八幡村 4.大入島村 5.佐伯町 6.鶴岡村 7.明治村 8.上野村 9.中野村 10.因尾村 11.川原木村 12.直見村 13.切畑村 14.上堅田村 15.下堅田村 16.青山村 17.木立村 18.西中浦村 19.東中浦村 20.米水津村 21.上入津村 22.下入津村 23.蒲江村 24.名護屋村 25.小野市村 26.重岡村（桃：佐伯市）

- 明治22年（1889年）4月1日 - 町村制の施行により、以下の町村が発足。特記以外は、全域が現・佐伯市。（1町23村）
  - 東上浦村 ← 浅海井浦、津井浦、最勝海浦
  - 西上浦村 ← 狩生村、二栄浦、護江浦
  - 八幡村 ← 海崎村、戸穴村、霞ヶ浦村
  - 大入島村 ← 荒網代浦、石間浦、片神浦、久保浦、塩内浦、高松浦、日向泊浦、守後浦
  - 佐伯町（さえきちょう。 佐伯村が単独町制）
  - 鶴岡村 ← 鶴望村、上岡村、稲垣村
  - 明治村 ← 床木村、大坂本村、尺間村
  - 上野村 ← 井崎村、上小倉村、小田村、山梨子村
  - 中野村 ← 笠掛村、風戸村、三股村、宇津々村、波寄村、小川村、小半村
  - 因尾村 ← 因尾村、井野上村、上津川村、堂野間村（現・佐伯市）、山部村（現・佐伯市、豊後大野市）
  - 川原木村 ← 横川村、仁田原村、赤木村
  - 直見村 ← 上直見村、下直見村
  - 切畑村 ← 江良村、門田村、細田村、提内村、平井村
  - 上堅田村 ← 池田村、長谷村
  - 下堅田村 ← 堅田村、長良村
  - 青山村、木立村（それぞれ単独村制）
  - 西中浦村 ← 有明浦、沖松浦、地松浦、吹浦
  - 東中浦村 ← 中越浦、羽出浦、梶寄浦、丹賀浦、大島
  - 米水津村 ← 色利浦、浦代浦、小浦、竹野浦、宮野浦
  - 上入津村 ← 楠本浦、畑野浦
  - 下入津村 ← 西野浦、竹野浦河内
  - 蒲江村 ← 蒲江浦、猪串浦
  - 名護屋村 ← 葛原浦、野々河内浦、波当津浦、森崎浦、丸市尾浦
- 明治24年（1891年）4月1日 - 郡制を施行。
- 明治44年（1911年）1月1日 - 蒲江村が町制施行して蒲江町となる。（2町22村）
- 大正5年（1916年）7月 - 佐伯町（さえきちょう）が佐伯町（さいきちょう）に改称[6]。
- 大正11年（1922年）9月1日 - 東中浦村が廃止され、一部（羽出浦・中越浦）に中浦村、残部に改めて東中浦村が発足[7]。（2町23村）
- 大正12年（1923年）4月1日 - 郡会が廃止。郡役所は存続。
- 大正15年（1926年）
  - 6月26日 - 南海部郡役所廃庁式を挙行[8]。
  - 7月1日 - 郡役所が廃止。以降は地理区分名称となる。
- 昭和12年（1937年）4月1日 - 佐伯町・鶴岡村・上堅田村が合併し、改めて佐伯町（さいきちょう）が発足。（2町21村）
- 昭和16年（1941年）4月29日 - 佐伯町・八幡村・大入島村・西上浦村が合併して佐伯市（さいきし）が発足し、郡より離脱。（1町18村）
- 昭和17年（1942年）7月1日 - 「南海部地方事務所」が佐伯市に設置され、大野郡の一部とともに管轄。
- 昭和25年（1950年）
  - 1月1日 - 大野郡重岡村・小野市村の所属郡を本郡に変更。（1町20村）
  - 12月19日 - 東上浦村が改称して上浦村となる。
- 昭和26年（1951年）
  - 1月1日 - 上浦村が町制施行して上浦町となる。（2町19村）
  - 4月1日 - 直見村・川原木村が合併して直川村が発足。（2町18村）
- 昭和30年（1955年）
  - 3月31日（2町9村）
    - 蒲江町・名護屋村・上入津村・下入津村が合併し、改めて蒲江町が発足。
    - 東中浦村・中浦村・西中浦村が合併して鶴見村が発足。
    - 小野市村・重岡村が合併して宇目村が発足。
    - 木立村・下堅田村・青山村が佐伯市に編入。

  - 6月1日 - 中野村・因尾村が合併して本匠村が発足。（2町8村）
- 昭和31年（1956年）2月1日 - 明治村・上野村・切畑村が合併して昭和村が発足。（2町6村）
- 昭和32年（1957年）
  - 4月1日 - 昭和村が弥生村に改称。
  - 7月1日 - 本匠村の一部（山部の一部）が大野郡三重町へ編入。
- 昭和36年（1961年）
  - 2月11日 - 鶴見村が町制施行して鶴見町となる。（3町5村）
  - 11月3日 - 宇目村が町制施行して宇目町となる。（4町4村）
- 昭和41年（1966年）12月1日 - 弥生村が町制施行して弥生町となる。（5町3村）
- 平成17年（2005年）3月3日 - 上浦町・弥生町・本匠村・宇目町・直川村・鶴見町・米水津村・蒲江町が佐伯市と合併し、改めて佐伯市が発足。同日南海部郡消滅。

### 変遷表
| 所 属 郡    | 明治初年             | 明治8年    | 明治22年 4月1日 町村制施行 | 明治22年 - 大正15年        | 昭和元年 - 昭和19年   | 昭和元年 - 昭和19年    | 昭和20年 - 昭和29年              | 昭和20年 - 昭和29年              | 昭和30年 - 昭和39年          | 昭和30年 - 昭和39年               | 昭和40年 - 昭和64年         | 平成元年 - 現在                  | 現在       |
| ----------- | -------------------- | ---------- | -------------------------- | -------------------------- | --------------------- | ---------------------- | -------------------------------- | -------------------------------- | ---------------------------- | --------------------------------- | --------------------------- | -------------------------------- | ---------- |
| 南 海 部 郡 | 片内村               | 山部村     | 因尾村                     | 因尾村                     | 因尾村                | 因尾村                 | 因尾村                           | 因尾村                           | 昭和30年6月1日 本匠村        | 昭和32年7月1日 大野郡三重町に編入 | 大野郡三重町の一部          | 平成17年3月31日 豊後大野市の一部 | 豊後大野市 |
| 南 海 部 郡 | 山部村               | 山部村     | 因尾村                     | 因尾村                     | 因尾村                | 因尾村                 | 因尾村                           | 因尾村                           | 昭和30年6月1日 本匠村        | 本匠村                            | 本匠村                      | 平成17年3月3日 佐伯市            | 佐伯市     |
| 南 海 部 郡 | 樫峰村               | 山部村     | 因尾村                     | 因尾村                     | 因尾村                | 因尾村                 | 因尾村                           | 因尾村                           | 昭和30年6月1日 本匠村        | 本匠村                            | 本匠村                      | 平成17年3月3日 佐伯市            | 佐伯市     |
| 南 海 部 郡 | 腰越村               | 山部村     | 因尾村                     | 因尾村                     | 因尾村                | 因尾村                 | 因尾村                           | 因尾村                           | 昭和30年6月1日 本匠村        | 本匠村                            | 本匠村                      | 平成17年3月3日 佐伯市            | 佐伯市     |
| 南 海 部 郡 | 因尾村               | 因尾村     | 因尾村                     | 因尾村                     | 因尾村                | 因尾村                 | 因尾村                           | 因尾村                           | 昭和30年6月1日 本匠村        | 本匠村                            | 本匠村                      | 平成17年3月3日 佐伯市            | 佐伯市     |
| 南 海 部 郡 | 宇曾河内村           | 因尾村     | 因尾村                     | 因尾村                     | 因尾村                | 因尾村                 | 因尾村                           | 因尾村                           | 昭和30年6月1日 本匠村        | 本匠村                            | 本匠村                      | 平成17年3月3日 佐伯市            | 佐伯市     |
| 南 海 部 郡 | 江平村               | 因尾村     | 因尾村                     | 因尾村                     | 因尾村                | 因尾村                 | 因尾村                           | 因尾村                           | 昭和30年6月1日 本匠村        | 本匠村                            | 本匠村                      | 平成17年3月3日 佐伯市            | 佐伯市     |
| 南 海 部 郡 | 井野上村             | 井野上村   | 因尾村                     | 因尾村                     | 因尾村                | 因尾村                 | 因尾村                           | 因尾村                           | 昭和30年6月1日 本匠村        | 本匠村                            | 本匠村                      | 平成17年3月3日 佐伯市            | 佐伯市     |
| 南 海 部 郡 | 上津川村             | 上津川村   | 因尾村                     | 因尾村                     | 因尾村                | 因尾村                 | 因尾村                           | 因尾村                           | 昭和30年6月1日 本匠村        | 本匠村                            | 本匠村                      | 平成17年3月3日 佐伯市            | 佐伯市     |
| 南 海 部 郡 | 波寄村               | 波寄村     | 因尾村                     | 因尾村                     | 因尾村                | 因尾村                 | 因尾村                           | 因尾村                           | 昭和30年6月1日 本匠村        | 本匠村                            | 本匠村                      | 平成17年3月3日 佐伯市            | 佐伯市     |
| 南 海 部 郡 | 堂野間村             | 堂野間村   | 因尾村                     | 因尾村                     | 因尾村                | 因尾村                 | 因尾村                           | 因尾村                           | 昭和30年6月1日 本匠村        | 本匠村                            | 本匠村                      | 平成17年3月3日 佐伯市            | 佐伯市     |
| 南 海 部 郡 | 宇根原村             | 堂野間村   | 因尾村                     | 因尾村                     | 因尾村                | 因尾村                 | 因尾村                           | 因尾村                           | 昭和30年6月1日 本匠村        | 本匠村                            | 本匠村                      | 平成17年3月3日 佐伯市            | 佐伯市     |
| 南 海 部 郡 | 宇津々村             | 宇津々村   | 中野村                     | 中野村                     | 中野村                | 中野村                 | 中野村                           | 中野村                           | 昭和30年6月1日 本匠村        | 本匠村                            | 本匠村                      | 平成17年3月3日 佐伯市            | 佐伯市     |
| 南 海 部 郡 | 小川村               | 小川村     | 中野村                     | 中野村                     | 中野村                | 中野村                 | 中野村                           | 中野村                           | 昭和30年6月1日 本匠村        | 本匠村                            | 本匠村                      | 平成17年3月3日 佐伯市            | 佐伯市     |
| 南 海 部 郡 | 小半村               | 小半村     | 中野村                     | 中野村                     | 中野村                | 中野村                 | 中野村                           | 中野村                           | 昭和30年6月1日 本匠村        | 本匠村                            | 本匠村                      | 平成17年3月3日 佐伯市            | 佐伯市     |
| 南 海 部 郡 | 笠掛村               | 笠掛村     | 中野村                     | 中野村                     | 中野村                | 中野村                 | 中野村                           | 中野村                           | 昭和30年6月1日 本匠村        | 本匠村                            | 本匠村                      | 平成17年3月3日 佐伯市            | 佐伯市     |
| 南 海 部 郡 | 長野村（中野村組）   | 笠掛村     | 中野村                     | 中野村                     | 中野村                | 中野村                 | 中野村                           | 中野村                           | 昭和30年6月1日 本匠村        | 本匠村                            | 本匠村                      | 平成17年3月3日 佐伯市            | 佐伯市     |
| 南 海 部 郡 | 風戸村               | 風戸村     | 中野村                     | 中野村                     | 中野村                | 中野村                 | 中野村                           | 中野村                           | 昭和30年6月1日 本匠村        | 本匠村                            | 本匠村                      | 平成17年3月3日 佐伯市            | 佐伯市     |
| 南 海 部 郡 | 三股村               | 三股村     | 中野村                     | 中野村                     | 中野村                | 中野村                 | 中野村                           | 中野村                           | 昭和30年6月1日 本匠村        | 本匠村                            | 本匠村                      | 平成17年3月3日 佐伯市            | 佐伯市     |
| 南 海 部 郡 | 長崎村               | 三股村     | 中野村                     | 中野村                     | 中野村                | 中野村                 | 中野村                           | 中野村                           | 昭和30年6月1日 本匠村        | 本匠村                            | 本匠村                      | 平成17年3月3日 佐伯市            | 佐伯市     |
| 南 海 部 郡 | 塩屋村               | 佐伯村     | 佐伯町                     | 大正5年7月 読み方を変更    | 昭和12年4月1日 佐伯町 | 昭和16年4月29日 佐伯市 | 佐伯市                           | 佐伯市                           | 佐伯市                       | 佐伯市                            | 佐伯市                      | 平成17年3月3日 佐伯市            | 佐伯市     |
| 南 海 部 郡 | 大船繋村             | 佐伯村     | 佐伯町                     | 大正5年7月 読み方を変更    | 昭和12年4月1日 佐伯町 | 昭和16年4月29日 佐伯市 | 佐伯市                           | 佐伯市                           | 佐伯市                       | 佐伯市                            | 佐伯市                      | 平成17年3月3日 佐伯市            | 佐伯市     |
| 南 海 部 郡 | 下野村               | 鶴望村     | 鶴岡村                     | 鶴岡村                     | 昭和12年4月1日 佐伯町 | 昭和16年4月29日 佐伯市 | 佐伯市                           | 佐伯市                           | 佐伯市                       | 佐伯市                            | 佐伯市                      | 平成17年3月3日 佐伯市            | 佐伯市     |
| 南 海 部 郡 | 坂野村               | 鶴望村     | 鶴岡村                     | 鶴岡村                     | 昭和12年4月1日 佐伯町 | 昭和16年4月29日 佐伯市 | 佐伯市                           | 佐伯市                           | 佐伯市                       | 佐伯市                            | 佐伯市                      | 平成17年3月3日 佐伯市            | 佐伯市     |
| 南 海 部 郡 | 上岡村               | 上岡村     | 鶴岡村                     | 鶴岡村                     | 昭和12年4月1日 佐伯町 | 昭和16年4月29日 佐伯市 | 佐伯市                           | 佐伯市                           | 佐伯市                       | 佐伯市                            | 佐伯市                      | 平成17年3月3日 佐伯市            | 佐伯市     |
| 南 海 部 郡 | 古市村               | 稲垣村     | 鶴岡村                     | 鶴岡村                     | 昭和12年4月1日 佐伯町 | 昭和16年4月29日 佐伯市 | 佐伯市                           | 佐伯市                           | 佐伯市                       | 佐伯市                            | 佐伯市                      | 平成17年3月3日 佐伯市            | 佐伯市     |
| 南 海 部 郡 | 長瀬村               | 稲垣村     | 鶴岡村                     | 鶴岡村                     | 昭和12年4月1日 佐伯町 | 昭和16年4月29日 佐伯市 | 佐伯市                           | 佐伯市                           | 佐伯市                       | 佐伯市                            | 佐伯市                      | 平成17年3月3日 佐伯市            | 佐伯市     |
| 南 海 部 郡 | 久部村               | 池田村     | 上堅田村                   | 上堅田村                   | 昭和12年4月1日 佐伯町 | 昭和16年4月29日 佐伯市 | 佐伯市                           | 佐伯市                           | 佐伯市                       | 佐伯市                            | 佐伯市                      | 平成17年3月3日 佐伯市            | 佐伯市     |
| 南 海 部 郡 | 蛇崎村               | 池田村     | 上堅田村                   | 上堅田村                   | 昭和12年4月1日 佐伯町 | 昭和16年4月29日 佐伯市 | 佐伯市                           | 佐伯市                           | 佐伯市                       | 佐伯市                            | 佐伯市                      | 平成17年3月3日 佐伯市            | 佐伯市     |
| 南 海 部 郡 | 大越村               | 長谷村     | 上堅田村                   | 上堅田村                   | 昭和12年4月1日 佐伯町 | 昭和16年4月29日 佐伯市 | 佐伯市                           | 佐伯市                           | 佐伯市                       | 佐伯市                            | 佐伯市                      | 平成17年3月3日 佐伯市            | 佐伯市     |
| 南 海 部 郡 | 岸河内村             | 長谷村     | 上堅田村                   | 上堅田村                   | 昭和12年4月1日 佐伯町 | 昭和16年4月29日 佐伯市 | 佐伯市                           | 佐伯市                           | 佐伯市                       | 佐伯市                            | 佐伯市                      | 平成17年3月3日 佐伯市            | 佐伯市     |
| 南 海 部 郡 | 城村                 | 長谷村     | 上堅田村                   | 上堅田村                   | 昭和12年4月1日 佐伯町 | 昭和16年4月29日 佐伯市 | 佐伯市                           | 佐伯市                           | 佐伯市                       | 佐伯市                            | 佐伯市                      | 平成17年3月3日 佐伯市            | 佐伯市     |
| 南 海 部 郡 | 海崎村               | 海崎村     | 八幡村                     | 八幡村                     | 八幡村                | 昭和16年4月29日 佐伯市 | 佐伯市                           | 佐伯市                           | 佐伯市                       | 佐伯市                            | 佐伯市                      | 平成17年3月3日 佐伯市            | 佐伯市     |
| 南 海 部 郡 | 百枝村               | 海崎村     | 八幡村                     | 八幡村                     | 八幡村                | 昭和16年4月29日 佐伯市 | 佐伯市                           | 佐伯市                           | 佐伯市                       | 佐伯市                            | 佐伯市                      | 平成17年3月3日 佐伯市            | 佐伯市     |
| 南 海 部 郡 | 戸穴村               | 戸穴村     | 八幡村                     | 八幡村                     | 八幡村                | 昭和16年4月29日 佐伯市 | 佐伯市                           | 佐伯市                           | 佐伯市                       | 佐伯市                            | 佐伯市                      | 平成17年3月3日 佐伯市            | 佐伯市     |
| 南 海 部 郡 | 笹良目浦             | 霞ヶ浦村   | 八幡村                     | 八幡村                     | 八幡村                | 昭和16年4月29日 佐伯市 | 佐伯市                           | 佐伯市                           | 佐伯市                       | 佐伯市                            | 佐伯市                      | 平成17年3月3日 佐伯市            | 佐伯市     |
| 南 海 部 郡 | 代後浦               | 霞ヶ浦村   | 八幡村                     | 八幡村                     | 八幡村                | 昭和16年4月29日 佐伯市 | 佐伯市                           | 佐伯市                           | 佐伯市                       | 佐伯市                            | 佐伯市                      | 平成17年3月3日 佐伯市            | 佐伯市     |
| 南 海 部 郡 | 狩生村               | 狩生村     | 西上浦村                   | 西上浦村                   | 西上浦村              | 昭和16年4月29日 佐伯市 | 佐伯市                           | 佐伯市                           | 佐伯市                       | 佐伯市                            | 佐伯市                      | 平成17年3月3日 佐伯市            | 佐伯市     |
| 南 海 部 郡 | 小福良村             | 狩生村     | 西上浦村                   | 西上浦村                   | 西上浦村              | 昭和16年4月29日 佐伯市 | 佐伯市                           | 佐伯市                           | 佐伯市                       | 佐伯市                            | 佐伯市                      | 平成17年3月3日 佐伯市            | 佐伯市     |
| 南 海 部 郡 | 車村                 | 狩生村     | 西上浦村                   | 西上浦村                   | 西上浦村              | 昭和16年4月29日 佐伯市 | 佐伯市                           | 佐伯市                           | 佐伯市                       | 佐伯市                            | 佐伯市                      | 平成17年3月3日 佐伯市            | 佐伯市     |
| 南 海 部 郡 | 中河原村             | 狩生村     | 西上浦村                   | 西上浦村                   | 西上浦村              | 昭和16年4月29日 佐伯市 | 佐伯市                           | 佐伯市                           | 佐伯市                       | 佐伯市                            | 佐伯市                      | 平成17年3月3日 佐伯市            | 佐伯市     |
| 南 海 部 郡 | 古江浦               | 二栄浦     | 西上浦村                   | 西上浦村                   | 西上浦村              | 昭和16年4月29日 佐伯市 | 佐伯市                           | 佐伯市                           | 佐伯市                       | 佐伯市                            | 佐伯市                      | 平成17年3月3日 佐伯市            | 佐伯市     |
| 南 海 部 郡 | 晞干浦               | 二栄浦     | 西上浦村                   | 西上浦村                   | 西上浦村              | 昭和16年4月29日 佐伯市 | 佐伯市                           | 佐伯市                           | 佐伯市                       | 佐伯市                            | 佐伯市                      | 平成17年3月3日 佐伯市            | 佐伯市     |
| 南 海 部 郡 | 内野浦               | 護江浦     | 西上浦村                   | 西上浦村                   | 西上浦村              | 昭和16年4月29日 佐伯市 | 佐伯市                           | 佐伯市                           | 佐伯市                       | 佐伯市                            | 佐伯市                      | 平成17年3月3日 佐伯市            | 佐伯市     |
| 南 海 部 郡 | 風無浦               | 護江浦     | 西上浦村                   | 西上浦村                   | 西上浦村              | 昭和16年4月29日 佐伯市 | 佐伯市                           | 佐伯市                           | 佐伯市                       | 佐伯市                            | 佐伯市                      | 平成17年3月3日 佐伯市            | 佐伯市     |
| 南 海 部 郡 | 宮野内浦             | 護江浦     | 西上浦村                   | 西上浦村                   | 西上浦村              | 昭和16年4月29日 佐伯市 | 佐伯市                           | 佐伯市                           | 佐伯市                       | 佐伯市                            | 佐伯市                      | 平成17年3月3日 佐伯市            | 佐伯市     |
| 南 海 部 郡 | 荒網代浦             | 荒網代浦   | 大入島村                   | 大入島村                   | 大入島村              | 昭和16年4月29日 佐伯市 | 佐伯市                           | 佐伯市                           | 佐伯市                       | 佐伯市                            | 佐伯市                      | 平成17年3月3日 佐伯市            | 佐伯市     |
| 南 海 部 郡 | 石間浦               | 石間浦     | 大入島村                   | 大入島村                   | 大入島村              | 昭和16年4月29日 佐伯市 | 佐伯市                           | 佐伯市                           | 佐伯市                       | 佐伯市                            | 佐伯市                      | 平成17年3月3日 佐伯市            | 佐伯市     |
| 南 海 部 郡 | 片神浦               | 片神浦     | 大入島村                   | 大入島村                   | 大入島村              | 昭和16年4月29日 佐伯市 | 佐伯市                           | 佐伯市                           | 佐伯市                       | 佐伯市                            | 佐伯市                      | 平成17年3月3日 佐伯市            | 佐伯市     |
| 南 海 部 郡 | 久保浦               | 久保浦     | 大入島村                   | 大入島村                   | 大入島村              | 昭和16年4月29日 佐伯市 | 佐伯市                           | 佐伯市                           | 佐伯市                       | 佐伯市                            | 佐伯市                      | 平成17年3月3日 佐伯市            | 佐伯市     |
| 南 海 部 郡 | 塩内浦               | 塩内浦     | 大入島村                   | 大入島村                   | 大入島村              | 昭和16年4月29日 佐伯市 | 佐伯市                           | 佐伯市                           | 佐伯市                       | 佐伯市                            | 佐伯市                      | 平成17年3月3日 佐伯市            | 佐伯市     |
| 南 海 部 郡 | 高松浦               | 高松浦     | 大入島村                   | 大入島村                   | 大入島村              | 昭和16年4月29日 佐伯市 | 佐伯市                           | 佐伯市                           | 佐伯市                       | 佐伯市                            | 佐伯市                      | 平成17年3月3日 佐伯市            | 佐伯市     |
| 南 海 部 郡 | 日向泊浦             | 日向泊浦   | 大入島村                   | 大入島村                   | 大入島村              | 昭和16年4月29日 佐伯市 | 佐伯市                           | 佐伯市                           | 佐伯市                       | 佐伯市                            | 佐伯市                      | 平成17年3月3日 佐伯市            | 佐伯市     |
| 南 海 部 郡 | 守後浦               | 守後浦     | 大入島村                   | 大入島村                   | 大入島村              | 昭和16年4月29日 佐伯市 | 佐伯市                           | 佐伯市                           | 佐伯市                       | 佐伯市                            | 佐伯市                      | 平成17年3月3日 佐伯市            | 佐伯市     |
| 南 海 部 郡 | 市福所村             | 青山村     | 青山村                     | 青山村                     | 青山村                | 青山村                 | 青山村                           | 青山村                           | 昭和30年3月31日 佐伯市に編入 | 佐伯市                            | 佐伯市                      | 平成17年3月3日 佐伯市            | 佐伯市     |
| 南 海 部 郡 | 川井村               | 青山村     | 青山村                     | 青山村                     | 青山村                | 青山村                 | 青山村                           | 青山村                           | 昭和30年3月31日 佐伯市に編入 | 佐伯市                            | 佐伯市                      | 平成17年3月3日 佐伯市            | 佐伯市     |
| 南 海 部 郡 | 黒沢村（堅田村組）   | 青山村     | 青山村                     | 青山村                     | 青山村                | 青山村                 | 青山村                           | 青山村                           | 昭和30年3月31日 佐伯市に編入 | 佐伯市                            | 佐伯市                      | 平成17年3月3日 佐伯市            | 佐伯市     |
| 南 海 部 郡 | 谷川村               | 青山村     | 青山村                     | 青山村                     | 青山村                | 青山村                 | 青山村                           | 青山村                           | 昭和30年3月31日 佐伯市に編入 | 佐伯市                            | 佐伯市                      | 平成17年3月3日 佐伯市            | 佐伯市     |
| 南 海 部 郡 | 棚野村               | 青山村     | 青山村                     | 青山村                     | 青山村                | 青山村                 | 青山村                           | 青山村                           | 昭和30年3月31日 佐伯市に編入 | 佐伯市                            | 佐伯市                      | 平成17年3月3日 佐伯市            | 佐伯市     |
| 南 海 部 郡 | 山口村               | 青山村     | 青山村                     | 青山村                     | 青山村                | 青山村                 | 青山村                           | 青山村                           | 昭和30年3月31日 佐伯市に編入 | 佐伯市                            | 佐伯市                      | 平成17年3月3日 佐伯市            | 佐伯市     |
| 南 海 部 郡 | 木立村               | 木立村     | 木立村                     | 木立村                     | 木立村                | 木立村                 | 木立村                           | 木立村                           | 昭和30年3月31日 佐伯市に編入 | 佐伯市                            | 佐伯市                      | 平成17年3月3日 佐伯市            | 佐伯市     |
| 南 海 部 郡 | 石打村               | 堅田村     | 下堅田村                   | 下堅田村                   | 下堅田村              | 下堅田村               | 下堅田村                         | 下堅田村                         | 昭和30年3月31日 佐伯市に編入 | 佐伯市                            | 佐伯市                      | 平成17年3月3日 佐伯市            | 佐伯市     |
| 南 海 部 郡 | 西野村               | 堅田村     | 下堅田村                   | 下堅田村                   | 下堅田村              | 下堅田村               | 下堅田村                         | 下堅田村                         | 昭和30年3月31日 佐伯市に編入 | 佐伯市                            | 佐伯市                      | 平成17年3月3日 佐伯市            | 佐伯市     |
| 南 海 部 郡 | 波越村               | 堅田村     | 下堅田村                   | 下堅田村                   | 下堅田村              | 下堅田村               | 下堅田村                         | 下堅田村                         | 昭和30年3月31日 佐伯市に編入 | 佐伯市                            | 佐伯市                      | 平成17年3月3日 佐伯市            | 佐伯市     |
| 南 海 部 郡 | 泥谷村               | 堅田村     | 下堅田村                   | 下堅田村                   | 下堅田村              | 下堅田村               | 下堅田村                         | 下堅田村                         | 昭和30年3月31日 佐伯市に編入 | 佐伯市                            | 佐伯市                      | 平成17年3月3日 佐伯市            | 佐伯市     |
| 南 海 部 郡 | 府坂村               | 堅田村     | 下堅田村                   | 下堅田村                   | 下堅田村              | 下堅田村               | 下堅田村                         | 下堅田村                         | 昭和30年3月31日 佐伯市に編入 | 佐伯市                            | 佐伯市                      | 平成17年3月3日 佐伯市            | 佐伯市     |
| 南 海 部 郡 | 鵜山村               | 長良村     | 下堅田村                   | 下堅田村                   | 下堅田村              | 下堅田村               | 下堅田村                         | 下堅田村                         | 昭和30年3月31日 佐伯市に編入 | 佐伯市                            | 佐伯市                      | 平成17年3月3日 佐伯市            | 佐伯市     |
| 南 海 部 郡 | 江頭村               | 長良村     | 下堅田村                   | 下堅田村                   | 下堅田村              | 下堅田村               | 下堅田村                         | 下堅田村                         | 昭和30年3月31日 佐伯市に編入 | 佐伯市                            | 佐伯市                      | 平成17年3月3日 佐伯市            | 佐伯市     |
| 南 海 部 郡 | 柏江村               | 長良村     | 下堅田村                   | 下堅田村                   | 下堅田村              | 下堅田村               | 下堅田村                         | 下堅田村                         | 昭和30年3月31日 佐伯市に編入 | 佐伯市                            | 佐伯市                      | 平成17年3月3日 佐伯市            | 佐伯市     |
| 南 海 部 郡 | 塩月村               | 長良村     | 下堅田村                   | 下堅田村                   | 下堅田村              | 下堅田村               | 下堅田村                         | 下堅田村                         | 昭和30年3月31日 佐伯市に編入 | 佐伯市                            | 佐伯市                      | 平成17年3月3日 佐伯市            | 佐伯市     |
| 南 海 部 郡 | 津志河内村           | 長良村     | 下堅田村                   | 下堅田村                   | 下堅田村              | 下堅田村               | 下堅田村                         | 下堅田村                         | 昭和30年3月31日 佐伯市に編入 | 佐伯市                            | 佐伯市                      | 平成17年3月3日 佐伯市            | 佐伯市     |
| 南 海 部 郡 | 蒲江浦               | 蒲江浦     | 蒲江村                     | 明治44年1月1日 町制 蒲江町 | 蒲江町                | 蒲江町                 | 蒲江町                           | 蒲江町                           | 昭和30年3月31日 蒲江町       | 昭和30年3月31日 蒲江町            | 蒲江町                      | 平成17年3月3日 佐伯市            | 佐伯市     |
| 南 海 部 郡 | 河内浦               | 蒲江浦     | 蒲江村                     | 明治44年1月1日 町制 蒲江町 | 蒲江町                | 蒲江町                 | 蒲江町                           | 蒲江町                           | 昭和30年3月31日 蒲江町       | 昭和30年3月31日 蒲江町            | 蒲江町                      | 平成17年3月3日 佐伯市            | 佐伯市     |
| 南 海 部 郡 | 猪串浦               | 猪串浦     | 蒲江村                     | 明治44年1月1日 町制 蒲江町 | 蒲江町                | 蒲江町                 | 蒲江町                           | 蒲江町                           | 昭和30年3月31日 蒲江町       | 昭和30年3月31日 蒲江町            | 蒲江町                      | 平成17年3月3日 佐伯市            | 佐伯市     |
| 南 海 部 郡 | 屋形島               | 屋形島     | 蒲江村                     | 明治44年1月1日 町制 蒲江町 | 蒲江町                | 蒲江町                 | 蒲江町                           | 蒲江町                           | 昭和30年3月31日 蒲江町       | 昭和30年3月31日 蒲江町            | 蒲江町                      | 平成17年3月3日 佐伯市            | 佐伯市     |
| 南 海 部 郡 | 楠本浦               | 楠本浦     | 上入津村                   | 上入津村                   | 上入津村              | 上入津村               | 上入津村                         | 上入津村                         | 昭和30年3月31日 蒲江町       | 昭和30年3月31日 蒲江町            | 蒲江町                      | 平成17年3月3日 佐伯市            | 佐伯市     |
| 南 海 部 郡 | 畑野浦               | 畑野浦     | 上入津村                   | 上入津村                   | 上入津村              | 上入津村               | 上入津村                         | 上入津村                         | 昭和30年3月31日 蒲江町       | 昭和30年3月31日 蒲江町            | 蒲江町                      | 平成17年3月3日 佐伯市            | 佐伯市     |
| 南 海 部 郡 | 西野浦               | 西野浦     | 下入津村                   | 下入津村                   | 下入津村              | 下入津村               | 下入津村                         | 下入津村                         | 昭和30年3月31日 蒲江町       | 昭和30年3月31日 蒲江町            | 蒲江町                      | 平成17年3月3日 佐伯市            | 佐伯市     |
| 南 海 部 郡 | 竹野浦河内           | 竹野浦河内 | 下入津村                   | 下入津村                   | 下入津村              | 下入津村               | 下入津村                         | 下入津村                         | 昭和30年3月31日 蒲江町       | 昭和30年3月31日 蒲江町            | 蒲江町                      | 平成17年3月3日 佐伯市            | 佐伯市     |
| 南 海 部 郡 | 葛原浦               | 葛原浦     | 名護屋村                   | 名護屋村                   | 名護屋村              | 名護屋村               | 名護屋村                         | 名護屋村                         | 昭和30年3月31日 蒲江町       | 昭和30年3月31日 蒲江町            | 蒲江町                      | 平成17年3月3日 佐伯市            | 佐伯市     |
| 南 海 部 郡 | 波当津浦             | 波当津浦   | 名護屋村                   | 名護屋村                   | 名護屋村              | 名護屋村               | 名護屋村                         | 名護屋村                         | 昭和30年3月31日 蒲江町       | 昭和30年3月31日 蒲江町            | 蒲江町                      | 平成17年3月3日 佐伯市            | 佐伯市     |
| 南 海 部 郡 | 森崎浦               | 森崎浦     | 名護屋村                   | 名護屋村                   | 名護屋村              | 名護屋村               | 名護屋村                         | 名護屋村                         | 昭和30年3月31日 蒲江町       | 昭和30年3月31日 蒲江町            | 蒲江町                      | 平成17年3月3日 佐伯市            | 佐伯市     |
| 南 海 部 郡 | 丸市尾浦             | 丸市尾浦   | 名護屋村                   | 名護屋村                   | 名護屋村              | 名護屋村               | 名護屋村                         | 名護屋村                         | 昭和30年3月31日 蒲江町       | 昭和30年3月31日 蒲江町            | 蒲江町                      | 平成17年3月3日 佐伯市            | 佐伯市     |
| 南 海 部 郡 | 野々河内浦           | 野々河内浦 | 名護屋村                   | 名護屋村                   | 名護屋村              | 名護屋村               | 名護屋村                         | 名護屋村                         | 昭和30年3月31日 蒲江町       | 昭和30年3月31日 蒲江町            | 蒲江町                      | 平成17年3月3日 佐伯市            | 佐伯市     |
| 南 海 部 郡 | 坪浦                 | 野々河内浦 | 名護屋村                   | 名護屋村                   | 名護屋村              | 名護屋村               | 名護屋村                         | 名護屋村                         | 昭和30年3月31日 蒲江町       | 昭和30年3月31日 蒲江町            | 蒲江町                      | 平成17年3月3日 佐伯市            | 佐伯市     |
| 南 海 部 郡 | 浅海井浦             | 浅海井浦   | 東上浦村                   | 東上浦村                   | 上浦村                | 上浦村                 | 昭和25年12月19日 改称 上浦村     | 昭和26年1月1日 町制 上浦町       | 上浦町                       | 上浦町                            | 上浦町                      | 平成17年3月3日 佐伯市            | 佐伯市     |
| 南 海 部 郡 | 津井浦               | 津井浦     | 東上浦村                   | 東上浦村                   | 上浦村                | 上浦村                 | 昭和25年12月19日 改称 上浦村     | 昭和26年1月1日 町制 上浦町       | 上浦町                       | 上浦町                            | 上浦町                      | 平成17年3月3日 佐伯市            | 佐伯市     |
| 南 海 部 郡 | 長田浦               | 最勝海浦   | 東上浦村                   | 東上浦村                   | 上浦村                | 上浦村                 | 昭和25年12月19日 改称 上浦村     | 昭和26年1月1日 町制 上浦町       | 上浦町                       | 上浦町                            | 上浦町                      | 平成17年3月3日 佐伯市            | 佐伯市     |
| 南 海 部 郡 | 蒲戸浦               | 最勝海浦   | 東上浦村                   | 東上浦村                   | 上浦村                | 上浦村                 | 昭和25年12月19日 改称 上浦村     | 昭和26年1月1日 町制 上浦町       | 上浦町                       | 上浦町                            | 上浦町                      | 平成17年3月3日 佐伯市            | 佐伯市     |
| 南 海 部 郡 | 夏井浦               | 最勝海浦   | 東上浦村                   | 東上浦村                   | 上浦村                | 上浦村                 | 昭和25年12月19日 改称 上浦村     | 昭和26年1月1日 町制 上浦町       | 上浦町                       | 上浦町                            | 上浦町                      | 平成17年3月3日 佐伯市            | 佐伯市     |
| 南 海 部 郡 | 福泊浦               | 最勝海浦   | 東上浦村                   | 東上浦村                   | 上浦村                | 上浦村                 | 昭和25年12月19日 改称 上浦村     | 昭和26年1月1日 町制 上浦町       | 上浦町                       | 上浦町                            | 上浦町                      | 平成17年3月3日 佐伯市            | 佐伯市     |
| 南 海 部 郡 | 梶寄浦               | 梶寄浦     | 東中浦村                   | 東中浦村                   | 東中浦村              | 東中浦村               | 東中浦村                         | 東中浦村                         | 昭和30年3月31日 鶴見村       | 昭和36年2月11日 町制 鶴見町       | 鶴見町                      | 平成17年3月3日 佐伯市            | 佐伯市     |
| 南 海 部 郡 | 丹賀浦               | 丹賀浦     | 東中浦村                   | 東中浦村                   | 東中浦村              | 東中浦村               | 東中浦村                         | 東中浦村                         | 昭和30年3月31日 鶴見村       | 昭和36年2月11日 町制 鶴見町       | 鶴見町                      | 平成17年3月3日 佐伯市            | 佐伯市     |
| 南 海 部 郡 | 大島                 | 大島       | 東中浦村                   | 東中浦村                   | 東中浦村              | 東中浦村               | 東中浦村                         | 東中浦村                         | 昭和30年3月31日 鶴見村       | 昭和36年2月11日 町制 鶴見町       | 鶴見町                      | 平成17年3月3日 佐伯市            | 佐伯市     |
| 南 海 部 郡 | 中越浦               | 中越浦     | 東中浦村                   | 大正11年9月1日 分立 中浦村 | 中浦村                | 中浦村                 | 中浦村                           | 中浦村                           | 昭和30年3月31日 鶴見村       | 昭和36年2月11日 町制 鶴見町       | 鶴見町                      | 平成17年3月3日 佐伯市            | 佐伯市     |
| 南 海 部 郡 | 羽出浦               | 羽出浦     | 東中浦村                   | 大正11年9月1日 分立 中浦村 | 中浦村                | 中浦村                 | 中浦村                           | 中浦村                           | 昭和30年3月31日 鶴見村       | 昭和36年2月11日 町制 鶴見町       | 鶴見町                      | 平成17年3月3日 佐伯市            | 佐伯市     |
| 南 海 部 郡 | 桑野浦               | 有明浦     | 西中浦村                   | 西中浦村                   | 西中浦村              | 西中浦村               | 西中浦村                         | 西中浦村                         | 昭和30年3月31日 鶴見村       | 昭和36年2月11日 町制 鶴見町       | 鶴見町                      | 平成17年3月3日 佐伯市            | 佐伯市     |
| 南 海 部 郡 | 鮪浦                 | 有明浦     | 西中浦村                   | 西中浦村                   | 西中浦村              | 西中浦村               | 西中浦村                         | 西中浦村                         | 昭和30年3月31日 鶴見村       | 昭和36年2月11日 町制 鶴見町       | 鶴見町                      | 平成17年3月3日 佐伯市            | 佐伯市     |
| 南 海 部 郡 | 日野浦               | 有明浦     | 西中浦村                   | 西中浦村                   | 西中浦村              | 西中浦村               | 西中浦村                         | 西中浦村                         | 昭和30年3月31日 鶴見村       | 昭和36年2月11日 町制 鶴見町       | 鶴見町                      | 平成17年3月3日 佐伯市            | 佐伯市     |
| 南 海 部 郡 | 帆波浦               | 有明浦     | 西中浦村                   | 西中浦村                   | 西中浦村              | 西中浦村               | 西中浦村                         | 西中浦村                         | 昭和30年3月31日 鶴見村       | 昭和36年2月11日 町制 鶴見町       | 鶴見町                      | 平成17年3月3日 佐伯市            | 佐伯市     |
| 南 海 部 郡 | 沖松浦               | 沖松浦     | 西中浦村                   | 西中浦村                   | 西中浦村              | 西中浦村               | 西中浦村                         | 西中浦村                         | 昭和30年3月31日 鶴見村       | 昭和36年2月11日 町制 鶴見町       | 鶴見町                      | 平成17年3月3日 佐伯市            | 佐伯市     |
| 南 海 部 郡 | 地松浦               | 地松浦     | 西中浦村                   | 西中浦村                   | 西中浦村              | 西中浦村               | 西中浦村                         | 西中浦村                         | 昭和30年3月31日 鶴見村       | 昭和36年2月11日 町制 鶴見町       | 鶴見町                      | 平成17年3月3日 佐伯市            | 佐伯市     |
| 南 海 部 郡 | 吹浦                 | 吹浦       | 西中浦村                   | 西中浦村                   | 西中浦村              | 西中浦村               | 西中浦村                         | 西中浦村                         | 昭和30年3月31日 鶴見村       | 昭和36年2月11日 町制 鶴見町       | 鶴見町                      | 平成17年3月3日 佐伯市            | 佐伯市     |
| 南 海 部 郡 | 井崎村               | 井崎村     | 上野村                     | 上野村                     | 上野村                | 上野村                 | 上野村                           | 上野村                           | 昭和31年2月1日 昭和村        | 昭和32年4月1日 改称 弥生村        | 昭和41年12月1日 町制 弥生町 | 平成17年3月3日 佐伯市            | 佐伯市     |
| 南 海 部 郡 | 上小倉村             | 上小倉村   | 上野村                     | 上野村                     | 上野村                | 上野村                 | 上野村                           | 上野村                           | 昭和31年2月1日 昭和村        | 昭和32年4月1日 改称 弥生村        | 昭和41年12月1日 町制 弥生町 | 平成17年3月3日 佐伯市            | 佐伯市     |
| 南 海 部 郡 | 小田村               | 小田村     | 上野村                     | 上野村                     | 上野村                | 上野村                 | 上野村                           | 上野村                           | 昭和31年2月1日 昭和村        | 昭和32年4月1日 改称 弥生村        | 昭和41年12月1日 町制 弥生町 | 平成17年3月3日 佐伯市            | 佐伯市     |
| 南 海 部 郡 | 山梨子村             | 山梨子村   | 上野村                     | 上野村                     | 上野村                | 上野村                 | 上野村                           | 上野村                           | 昭和31年2月1日 昭和村        | 昭和32年4月1日 改称 弥生村        | 昭和41年12月1日 町制 弥生町 | 平成17年3月3日 佐伯市            | 佐伯市     |
| 南 海 部 郡 | 江良村               | 江良村     | 切畑村                     | 切畑村                     | 切畑村                | 切畑村                 | 切畑村                           | 切畑村                           | 昭和31年2月1日 昭和村        | 昭和32年4月1日 改称 弥生村        | 昭和41年12月1日 町制 弥生町 | 平成17年3月3日 佐伯市            | 佐伯市     |
| 南 海 部 郡 | 門田村               | 門田村     | 切畑村                     | 切畑村                     | 切畑村                | 切畑村                 | 切畑村                           | 切畑村                           | 昭和31年2月1日 昭和村        | 昭和32年4月1日 改称 弥生村        | 昭和41年12月1日 町制 弥生町 | 平成17年3月3日 佐伯市            | 佐伯市     |
| 南 海 部 郡 | 細田村               | 細田村     | 切畑村                     | 切畑村                     | 切畑村                | 切畑村                 | 切畑村                           | 切畑村                           | 昭和31年2月1日 昭和村        | 昭和32年4月1日 改称 弥生村        | 昭和41年12月1日 町制 弥生町 | 平成17年3月3日 佐伯市            | 佐伯市     |
| 南 海 部 郡 | 提内村               | 提内村     | 切畑村                     | 切畑村                     | 切畑村                | 切畑村                 | 切畑村                           | 切畑村                           | 昭和31年2月1日 昭和村        | 昭和32年4月1日 改称 弥生村        | 昭和41年12月1日 町制 弥生町 | 平成17年3月3日 佐伯市            | 佐伯市     |
| 南 海 部 郡 | 平井村               | 平井村     | 切畑村                     | 切畑村                     | 切畑村                | 切畑村                 | 切畑村                           | 切畑村                           | 昭和31年2月1日 昭和村        | 昭和32年4月1日 改称 弥生村        | 昭和41年12月1日 町制 弥生町 | 平成17年3月3日 佐伯市            | 佐伯市     |
| 南 海 部 郡 | 床木村               | 床木村     | 明治村                     | 明治村                     | 明治村                | 明治村                 | 明治村                           | 明治村                           | 昭和31年2月1日 昭和村        | 昭和32年4月1日 改称 弥生村        | 昭和41年12月1日 町制 弥生町 | 平成17年3月3日 佐伯市            | 佐伯市     |
| 南 海 部 郡 | 大坂本村             | 大坂本村   | 明治村                     | 明治村                     | 明治村                | 明治村                 | 明治村                           | 明治村                           | 昭和31年2月1日 昭和村        | 昭和32年4月1日 改称 弥生村        | 昭和41年12月1日 町制 弥生町 | 平成17年3月3日 佐伯市            | 佐伯市     |
| 南 海 部 郡 | 竹峰村               | 大坂本村   | 明治村                     | 明治村                     | 明治村                | 明治村                 | 明治村                           | 明治村                           | 昭和31年2月1日 昭和村        | 昭和32年4月1日 改称 弥生村        | 昭和41年12月1日 町制 弥生町 | 平成17年3月3日 佐伯市            | 佐伯市     |
| 南 海 部 郡 | 釈魔村               | 尺間村     | 明治村                     | 明治村                     | 明治村                | 明治村                 | 明治村                           | 明治村                           | 昭和31年2月1日 昭和村        | 昭和32年4月1日 改称 弥生村        | 昭和41年12月1日 町制 弥生町 | 平成17年3月3日 佐伯市            | 佐伯市     |
| 南 海 部 郡 | 石原村               | 尺間村     | 明治村                     | 明治村                     | 明治村                | 明治村                 | 明治村                           | 明治村                           | 昭和31年2月1日 昭和村        | 昭和32年4月1日 改称 弥生村        | 昭和41年12月1日 町制 弥生町 | 平成17年3月3日 佐伯市            | 佐伯市     |
| 南 海 部 郡 | 宇藤木村             | 尺間村     | 明治村                     | 明治村                     | 明治村                | 明治村                 | 明治村                           | 明治村                           | 昭和31年2月1日 昭和村        | 昭和32年4月1日 改称 弥生村        | 昭和41年12月1日 町制 弥生町 | 平成17年3月3日 佐伯市            | 佐伯市     |
| 南 海 部 郡 | 岡村                 | 尺間村     | 明治村                     | 明治村                     | 明治村                | 明治村                 | 明治村                           | 明治村                           | 昭和31年2月1日 昭和村        | 昭和32年4月1日 改称 弥生村        | 昭和41年12月1日 町制 弥生町 | 平成17年3月3日 佐伯市            | 佐伯市     |
| 南 海 部 郡 | 川中村               | 尺間村     | 明治村                     | 明治村                     | 明治村                | 明治村                 | 明治村                           | 明治村                           | 昭和31年2月1日 昭和村        | 昭和32年4月1日 改称 弥生村        | 昭和41年12月1日 町制 弥生町 | 平成17年3月3日 佐伯市            | 佐伯市     |
| 南 海 部 郡 | 黒土村               | 尺間村     | 明治村                     | 明治村                     | 明治村                | 明治村                 | 明治村                           | 明治村                           | 昭和31年2月1日 昭和村        | 昭和32年4月1日 改称 弥生村        | 昭和41年12月1日 町制 弥生町 | 平成17年3月3日 佐伯市            | 佐伯市     |
| 南 海 部 郡 | 田野平村             | 尺間村     | 明治村                     | 明治村                     | 明治村                | 明治村                 | 明治村                           | 明治村                           | 昭和31年2月1日 昭和村        | 昭和32年4月1日 改称 弥生村        | 昭和41年12月1日 町制 弥生町 | 平成17年3月3日 佐伯市            | 佐伯市     |
| 南 海 部 郡 | 長畑村               | 尺間村     | 明治村                     | 明治村                     | 明治村                | 明治村                 | 明治村                           | 明治村                           | 昭和31年2月1日 昭和村        | 昭和32年4月1日 改称 弥生村        | 昭和41年12月1日 町制 弥生町 | 平成17年3月3日 佐伯市            | 佐伯市     |
| 南 海 部 郡 | 備後村               | 尺間村     | 明治村                     | 明治村                     | 明治村                | 明治村                 | 明治村                           | 明治村                           | 昭和31年2月1日 昭和村        | 昭和32年4月1日 改称 弥生村        | 昭和41年12月1日 町制 弥生町 | 平成17年3月3日 佐伯市            | 佐伯市     |
| 南 海 部 郡 | 上直見村             | 上直見村   | 直見村                     | 直見村                     | 直見村                | 直見村                 | 直見村                           | 昭和26年4月1日 直川村            | 直川村                       | 直川村                            | 直川村                      | 平成17年3月3日 佐伯市            | 佐伯市     |
| 南 海 部 郡 | 岩井戸村             | 下直見村   | 直見村                     | 直見村                     | 直見村                | 直見村                 | 直見村                           | 昭和26年4月1日 直川村            | 直川村                       | 直川村                            | 直川村                      | 平成17年3月3日 佐伯市            | 佐伯市     |
| 南 海 部 郡 | 浦木村               | 下直見村   | 直見村                     | 直見村                     | 直見村                | 直見村                 | 直見村                           | 昭和26年4月1日 直川村            | 直川村                       | 直川村                            | 直川村                      | 平成17年3月3日 佐伯市            | 佐伯市     |
| 南 海 部 郡 | 新洞村               | 下直見村   | 直見村                     | 直見村                     | 直見村                | 直見村                 | 直見村                           | 昭和26年4月1日 直川村            | 直川村                       | 直川村                            | 直川村                      | 平成17年3月3日 佐伯市            | 佐伯市     |
| 南 海 部 郡 | 千股村               | 下直見村   | 直見村                     | 直見村                     | 直見村                | 直見村                 | 直見村                           | 昭和26年4月1日 直川村            | 直川村                       | 直川村                            | 直川村                      | 平成17年3月3日 佐伯市            | 佐伯市     |
| 南 海 部 郡 | 水口村               | 下直見村   | 直見村                     | 直見村                     | 直見村                | 直見村                 | 直見村                           | 昭和26年4月1日 直川村            | 直川村                       | 直川村                            | 直川村                      | 平成17年3月3日 佐伯市            | 佐伯市     |
| 南 海 部 郡 | 横川村               | 横川村     | 川原木村                   | 川原木村                   | 川原木村              | 川原木村               | 川原木村                         | 昭和26年4月1日 直川村            | 直川村                       | 直川村                            | 直川村                      | 平成17年3月3日 佐伯市            | 佐伯市     |
| 南 海 部 郡 | 井取村               | 横川村     | 川原木村                   | 川原木村                   | 川原木村              | 川原木村               | 川原木村                         | 昭和26年4月1日 直川村            | 直川村                       | 直川村                            | 直川村                      | 平成17年3月3日 佐伯市            | 佐伯市     |
| 南 海 部 郡 | 黒岩村               | 横川村     | 川原木村                   | 川原木村                   | 川原木村              | 川原木村               | 川原木村                         | 昭和26年4月1日 直川村            | 直川村                       | 直川村                            | 直川村                      | 平成17年3月3日 佐伯市            | 佐伯市     |
| 南 海 部 郡 | 羽木村               | 横川村     | 川原木村                   | 川原木村                   | 川原木村              | 川原木村               | 川原木村                         | 昭和26年4月1日 直川村            | 直川村                       | 直川村                            | 直川村                      | 平成17年3月3日 佐伯市            | 佐伯市     |
| 南 海 部 郡 | 仁田原村             | 仁田原村   | 川原木村                   | 川原木村                   | 川原木村              | 川原木村               | 川原木村                         | 昭和26年4月1日 直川村            | 直川村                       | 直川村                            | 直川村                      | 平成17年3月3日 佐伯市            | 佐伯市     |
| 南 海 部 郡 | 内水村               | 仁田原村   | 川原木村                   | 川原木村                   | 川原木村              | 川原木村               | 川原木村                         | 昭和26年4月1日 直川村            | 直川村                       | 直川村                            | 直川村                      | 平成17年3月3日 佐伯市            | 佐伯市     |
| 南 海 部 郡 | 大津留村             | 仁田原村   | 川原木村                   | 川原木村                   | 川原木村              | 川原木村               | 川原木村                         | 昭和26年4月1日 直川村            | 直川村                       | 直川村                            | 直川村                      | 平成17年3月3日 佐伯市            | 佐伯市     |
| 南 海 部 郡 | 杭野内村             | 仁田原村   | 川原木村                   | 川原木村                   | 川原木村              | 川原木村               | 川原木村                         | 昭和26年4月1日 直川村            | 直川村                       | 直川村                            | 直川村                      | 平成17年3月3日 佐伯市            | 佐伯市     |
| 南 海 部 郡 | 久保河内村           | 仁田原村   | 川原木村                   | 川原木村                   | 川原木村              | 川原木村               | 川原木村                         | 昭和26年4月1日 直川村            | 直川村                       | 直川村                            | 直川村                      | 平成17年3月3日 佐伯市            | 佐伯市     |
| 南 海 部 郡 | 黒沢村（仁田原村組） | 仁田原村   | 川原木村                   | 川原木村                   | 川原木村              | 川原木村               | 川原木村                         | 昭和26年4月1日 直川村            | 直川村                       | 直川村                            | 直川村                      | 平成17年3月3日 佐伯市            | 佐伯市     |
| 南 海 部 郡 | 細河内村             | 仁田原村   | 川原木村                   | 川原木村                   | 川原木村              | 川原木村               | 川原木村                         | 昭和26年4月1日 直川村            | 直川村                       | 直川村                            | 直川村                      | 平成17年3月3日 佐伯市            | 佐伯市     |
| 南 海 部 郡 | 赤木村               | 赤木村     | 川原木村                   | 川原木村                   | 川原木村              | 川原木村               | 川原木村                         | 昭和26年4月1日 直川村            | 直川村                       | 直川村                            | 直川村                      | 平成17年3月3日 佐伯市            | 佐伯市     |
| 南 海 部 郡 | 知江村               | 赤木村     | 川原木村                   | 川原木村                   | 川原木村              | 川原木村               | 川原木村                         | 昭和26年4月1日 直川村            | 直川村                       | 直川村                            | 直川村                      | 平成17年3月3日 佐伯市            | 佐伯市     |
| 南 海 部 郡 | 中津留村             | 赤木村     | 川原木村                   | 川原木村                   | 川原木村              | 川原木村               | 川原木村                         | 昭和26年4月1日 直川村            | 直川村                       | 直川村                            | 直川村                      | 平成17年3月3日 佐伯市            | 佐伯市     |
| 南 海 部 郡 | 吹原村               | 赤木村     | 川原木村                   | 川原木村                   | 川原木村              | 川原木村               | 川原木村                         | 昭和26年4月1日 直川村            | 直川村                       | 直川村                            | 直川村                      | 平成17年3月3日 佐伯市            | 佐伯市     |
| 南 海 部 郡 | 道野内村             | 赤木村     | 川原木村                   | 川原木村                   | 川原木村              | 川原木村               | 川原木村                         | 昭和26年4月1日 直川村            | 直川村                       | 直川村                            | 直川村                      | 平成17年3月3日 佐伯市            | 佐伯市     |
| 南 海 部 郡 | 長野村（赤木村組）   | 赤木村     | 川原木村                   | 川原木村                   | 川原木村              | 川原木村               | 川原木村                         | 昭和26年4月1日 直川村            | 直川村                       | 直川村                            | 直川村                      | 平成17年3月3日 佐伯市            | 佐伯市     |
| 南 海 部 郡 | 色利浦               | 色利浦     | 米水津村                   | 米水津村                   | 米水津村              | 米水津村               | 米水津村                         | 米水津村                         | 米水津村                     | 米水津村                          | 米水津村                    | 平成17年3月3日 佐伯市            | 佐伯市     |
| 南 海 部 郡 | 浦代浦               | 浦代浦     | 米水津村                   | 米水津村                   | 米水津村              | 米水津村               | 米水津村                         | 米水津村                         | 米水津村                     | 米水津村                          | 米水津村                    | 平成17年3月3日 佐伯市            | 佐伯市     |
| 南 海 部 郡 | 小浦                 | 小浦       | 米水津村                   | 米水津村                   | 米水津村              | 米水津村               | 米水津村                         | 米水津村                         | 米水津村                     | 米水津村                          | 米水津村                    | 平成17年3月3日 佐伯市            | 佐伯市     |
| 南 海 部 郡 | 竹野浦               | 竹野浦     | 米水津村                   | 米水津村                   | 米水津村              | 米水津村               | 米水津村                         | 米水津村                         | 米水津村                     | 米水津村                          | 米水津村                    | 平成17年3月3日 佐伯市            | 佐伯市     |
| 南 海 部 郡 | 宮野浦               | 宮野浦     | 米水津村                   | 米水津村                   | 米水津村              | 米水津村               | 米水津村                         | 米水津村                         | 米水津村                     | 米水津村                          | 米水津村                    | 平成17年3月3日 佐伯市            | 佐伯市     |
| 大 野 郡    | 小野市村             | 小野市村   | 小野市村                   | 小野市村                   | 小野市村              | 小野市村               | 昭和25年1月1日 南海部郡 小野市村 | 昭和25年1月1日 南海部郡 小野市村 | 昭和30年6月1日 宇目村        | 昭和36年11月3日 町制 宇目町       | 宇目町                      | 平成17年3月3日 佐伯市            | 佐伯市     |
| 大 野 郡    | 上津小野村           | 小野市村   | 小野市村                   | 小野市村                   | 小野市村              | 小野市村               | 昭和25年1月1日 南海部郡 小野市村 | 昭和25年1月1日 南海部郡 小野市村 | 昭和30年6月1日 宇目村        | 昭和36年11月3日 町制 宇目町       | 宇目町                      | 平成17年3月3日 佐伯市            | 佐伯市     |
| 大 野 郡    | 釘戸村               | 小野市村   | 小野市村                   | 小野市村                   | 小野市村              | 小野市村               | 昭和25年1月1日 南海部郡 小野市村 | 昭和25年1月1日 南海部郡 小野市村 | 昭和30年6月1日 宇目村        | 昭和36年11月3日 町制 宇目町       | 宇目町                      | 平成17年3月3日 佐伯市            | 佐伯市     |
| 大 野 郡    | 中津留村             | 小野市村   | 小野市村                   | 小野市村                   | 小野市村              | 小野市村               | 昭和25年1月1日 南海部郡 小野市村 | 昭和25年1月1日 南海部郡 小野市村 | 昭和30年6月1日 宇目村        | 昭和36年11月3日 町制 宇目町       | 宇目町                      | 平成17年3月3日 佐伯市            | 佐伯市     |
| 大 野 郡    | 楢野木村             | 小野市村   | 小野市村                   | 小野市村                   | 小野市村              | 小野市村               | 昭和25年1月1日 南海部郡 小野市村 | 昭和25年1月1日 南海部郡 小野市村 | 昭和30年6月1日 宇目村        | 昭和36年11月3日 町制 宇目町       | 宇目町                      | 平成17年3月3日 佐伯市            | 佐伯市     |
| 大 野 郡    | 古屋園村             | 小野市村   | 小野市村                   | 小野市村                   | 小野市村              | 小野市村               | 昭和25年1月1日 南海部郡 小野市村 | 昭和25年1月1日 南海部郡 小野市村 | 昭和30年6月1日 宇目村        | 昭和36年11月3日 町制 宇目町       | 宇目町                      | 平成17年3月3日 佐伯市            | 佐伯市     |
| 大 野 郡    | 田原村               | 南田原村   | 小野市村                   | 小野市村                   | 小野市村              | 小野市村               | 昭和25年1月1日 南海部郡 小野市村 | 昭和25年1月1日 南海部郡 小野市村 | 昭和30年6月1日 宇目村        | 昭和36年11月3日 町制 宇目町       | 宇目町                      | 平成17年3月3日 佐伯市            | 佐伯市     |
| 大 野 郡    | 田代村               | 南田原村   | 小野市村                   | 小野市村                   | 小野市村              | 小野市村               | 昭和25年1月1日 南海部郡 小野市村 | 昭和25年1月1日 南海部郡 小野市村 | 昭和30年6月1日 宇目村        | 昭和36年11月3日 町制 宇目町       | 宇目町                      | 平成17年3月3日 佐伯市            | 佐伯市     |
| 大 野 郡    | 中岳村               | 南田原村   | 小野市村                   | 小野市村                   | 小野市村              | 小野市村               | 昭和25年1月1日 南海部郡 小野市村 | 昭和25年1月1日 南海部郡 小野市村 | 昭和30年6月1日 宇目村        | 昭和36年11月3日 町制 宇目町       | 宇目町                      | 平成17年3月3日 佐伯市            | 佐伯市     |
| 大 野 郡    | 柳瀬村               | 南田原村   | 小野市村                   | 小野市村                   | 小野市村              | 小野市村               | 昭和25年1月1日 南海部郡 小野市村 | 昭和25年1月1日 南海部郡 小野市村 | 昭和30年6月1日 宇目村        | 昭和36年11月3日 町制 宇目町       | 宇目町                      | 平成17年3月3日 佐伯市            | 佐伯市     |
| 大 野 郡    | 木浦内村             | 木浦内村   | 小野市村                   | 小野市村                   | 小野市村              | 小野市村               | 昭和25年1月1日 南海部郡 小野市村 | 昭和25年1月1日 南海部郡 小野市村 | 昭和30年6月1日 宇目村        | 昭和36年11月3日 町制 宇目町       | 宇目町                      | 平成17年3月3日 佐伯市            | 佐伯市     |
| 大 野 郡    | 奥江村               | 木浦内村   | 小野市村                   | 小野市村                   | 小野市村              | 小野市村               | 昭和25年1月1日 南海部郡 小野市村 | 昭和25年1月1日 南海部郡 小野市村 | 昭和30年6月1日 宇目村        | 昭和36年11月3日 町制 宇目町       | 宇目町                      | 平成17年3月3日 佐伯市            | 佐伯市     |
| 大 野 郡    | 西山村               | 木浦内村   | 小野市村                   | 小野市村                   | 小野市村              | 小野市村               | 昭和25年1月1日 南海部郡 小野市村 | 昭和25年1月1日 南海部郡 小野市村 | 昭和30年6月1日 宇目村        | 昭和36年11月3日 町制 宇目町       | 宇目町                      | 平成17年3月3日 佐伯市            | 佐伯市     |
| 大 野 郡    | 藤河内村             | 木浦内村   | 小野市村                   | 小野市村                   | 小野市村              | 小野市村               | 昭和25年1月1日 南海部郡 小野市村 | 昭和25年1月1日 南海部郡 小野市村 | 昭和30年6月1日 宇目村        | 昭和36年11月3日 町制 宇目町       | 宇目町                      | 平成17年3月3日 佐伯市            | 佐伯市     |
| 大 野 郡    | 木浦鉱山             | 木浦鉱山   | 小野市村                   | 小野市村                   | 小野市村              | 小野市村               | 昭和25年1月1日 南海部郡 小野市村 | 昭和25年1月1日 南海部郡 小野市村 | 昭和30年6月1日 宇目村        | 昭和36年11月3日 町制 宇目町       | 宇目町                      | 平成17年3月3日 佐伯市            | 佐伯市     |
| 大 野 郡    | 重岡村               | 重岡村     | 重岡村                     | 重岡村                     | 重岡村                | 重岡村                 | 昭和25年1月1日 南海部郡 重岡村   | 昭和25年1月1日 南海部郡 重岡村   | 昭和30年6月1日 宇目村        | 昭和36年11月3日 町制 宇目町       | 宇目町                      | 平成17年3月3日 佐伯市            | 佐伯市     |
| 大 野 郡    | 小野芋瀬村           | 重岡村     | 重岡村                     | 重岡村                     | 重岡村                | 重岡村                 | 昭和25年1月1日 南海部郡 重岡村   | 昭和25年1月1日 南海部郡 重岡村   | 昭和30年6月1日 宇目村        | 昭和36年11月3日 町制 宇目町       | 宇目町                      | 平成17年3月3日 佐伯市            | 佐伯市     |
| 大 野 郡    | 蔵小野村             | 重岡村     | 重岡村                     | 重岡村                     | 重岡村                | 重岡村                 | 昭和25年1月1日 南海部郡 重岡村   | 昭和25年1月1日 南海部郡 重岡村   | 昭和30年6月1日 宇目村        | 昭和36年11月3日 町制 宇目町       | 宇目町                      | 平成17年3月3日 佐伯市            | 佐伯市     |
| 大 野 郡    | 市園村               | 重岡村     | 重岡村                     | 重岡村                     | 重岡村                | 重岡村                 | 昭和25年1月1日 南海部郡 重岡村   | 昭和25年1月1日 南海部郡 重岡村   | 昭和30年6月1日 宇目村        | 昭和36年11月3日 町制 宇目町       | 宇目町                      | 平成17年3月3日 佐伯市            | 佐伯市     |
| 大 野 郡    | 田野村               | 重岡村     | 重岡村                     | 重岡村                     | 重岡村                | 重岡村                 | 昭和25年1月1日 南海部郡 重岡村   | 昭和25年1月1日 南海部郡 重岡村   | 昭和30年6月1日 宇目村        | 昭和36年11月3日 町制 宇目町       | 宇目町                      | 平成17年3月3日 佐伯市            | 佐伯市     |
| 大 野 郡    | 宮野村               | 重岡村     | 重岡村                     | 重岡村                     | 重岡村                | 重岡村                 | 昭和25年1月1日 南海部郡 重岡村   | 昭和25年1月1日 南海部郡 重岡村   | 昭和30年6月1日 宇目村        | 昭和36年11月3日 町制 宇目町       | 宇目町                      | 平成17年3月3日 佐伯市            | 佐伯市     |
| 大 野 郡    | 鹿乗村               | 重岡村     | 重岡村                     | 重岡村                     | 重岡村                | 重岡村                 | 昭和25年1月1日 南海部郡 重岡村   | 昭和25年1月1日 南海部郡 重岡村   | 昭和30年6月1日 宇目村        | 昭和36年11月3日 町制 宇目町       | 宇目町                      | 平成17年3月3日 佐伯市            | 佐伯市     |
| 大 野 郡    | 大原村               | 大平村     | 重岡村                     | 重岡村                     | 重岡村                | 重岡村                 | 昭和25年1月1日 南海部郡 重岡村   | 昭和25年1月1日 南海部郡 重岡村   | 昭和30年6月1日 宇目村        | 昭和36年11月3日 町制 宇目町       | 宇目町                      | 平成17年3月3日 佐伯市            | 佐伯市     |
| 大 野 郡    | 平野村               | 大平村     | 重岡村                     | 重岡村                     | 重岡村                | 重岡村                 | 昭和25年1月1日 南海部郡 重岡村   | 昭和25年1月1日 南海部郡 重岡村   | 昭和30年6月1日 宇目村        | 昭和36年11月3日 町制 宇目町       | 宇目町                      | 平成17年3月3日 佐伯市            | 佐伯市     |
| 大 野 郡    | 上仲江村             | 大平村     | 重岡村                     | 重岡村                     | 重岡村                | 重岡村                 | 昭和25年1月1日 南海部郡 重岡村   | 昭和25年1月1日 南海部郡 重岡村   | 昭和30年6月1日 宇目村        | 昭和36年11月3日 町制 宇目町       | 宇目町                      | 平成17年3月3日 佐伯市            | 佐伯市     |
| 大 野 郡    | 菅村                 | 大平村     | 重岡村                     | 重岡村                     | 重岡村                | 重岡村                 | 昭和25年1月1日 南海部郡 重岡村   | 昭和25年1月1日 南海部郡 重岡村   | 昭和30年6月1日 宇目村        | 昭和36年11月3日 町制 宇目町       | 宇目町                      | 平成17年3月3日 佐伯市            | 佐伯市     |
| 大 野 郡    | 長内村               | 大平村     | 重岡村                     | 重岡村                     | 重岡村                | 重岡村                 | 昭和25年1月1日 南海部郡 重岡村   | 昭和25年1月1日 南海部郡 重岡村   | 昭和30年6月1日 宇目村        | 昭和36年11月3日 町制 宇目町       | 宇目町                      | 平成17年3月3日 佐伯市            | 佐伯市     |
| 大 野 郡    | 伏部野村             | 大平村     | 重岡村                     | 重岡村                     | 重岡村                | 重岡村                 | 昭和25年1月1日 南海部郡 重岡村   | 昭和25年1月1日 南海部郡 重岡村   | 昭和30年6月1日 宇目村        | 昭和36年11月3日 町制 宇目町       | 宇目町                      | 平成17年3月3日 佐伯市            | 佐伯市     |
| 大 野 郡    | 上河内村             | 河内村     | 重岡村                     | 重岡村                     | 重岡村                | 重岡村                 | 昭和25年1月1日 南海部郡 重岡村   | 昭和25年1月1日 南海部郡 重岡村   | 昭和30年6月1日 宇目村        | 昭和36年11月3日 町制 宇目町       | 宇目町                      | 平成17年3月3日 佐伯市            | 佐伯市     |
| 大 野 郡    | 神田村               | 河内村     | 重岡村                     | 重岡村                     | 重岡村                | 重岡村                 | 昭和25年1月1日 南海部郡 重岡村   | 昭和25年1月1日 南海部郡 重岡村   | 昭和30年6月1日 宇目村        | 昭和36年11月3日 町制 宇目町       | 宇目町                      | 平成17年3月3日 佐伯市            | 佐伯市     |
| 大 野 郡    | 塩見園村             | 塩見園村   | 重岡村                     | 重岡村                     | 重岡村                | 重岡村                 | 昭和25年1月1日 南海部郡 重岡村   | 昭和25年1月1日 南海部郡 重岡村   | 昭和30年6月1日 宇目村        | 昭和36年11月3日 町制 宇目町       | 宇目町                      | 平成17年3月3日 佐伯市            | 佐伯市     |
| 大 野 郡    | 内田村               | 塩見園村   | 重岡村                     | 重岡村                     | 重岡村                | 重岡村                 | 昭和25年1月1日 南海部郡 重岡村   | 昭和25年1月1日 南海部郡 重岡村   | 昭和30年6月1日 宇目村        | 昭和36年11月3日 町制 宇目町       | 宇目町                      | 平成17年3月3日 佐伯市            | 佐伯市     |
| 大 野 郡    | 川又村               | 塩見園村   | 重岡村                     | 重岡村                     | 重岡村                | 重岡村                 | 昭和25年1月1日 南海部郡 重岡村   | 昭和25年1月1日 南海部郡 重岡村   | 昭和30年6月1日 宇目村        | 昭和36年11月3日 町制 宇目町       | 宇目町                      | 平成17年3月3日 佐伯市            | 佐伯市     |
| 大 野 郡    | 上爪村               | 塩見園村   | 重岡村                     | 重岡村                     | 重岡村                | 重岡村                 | 昭和25年1月1日 南海部郡 重岡村   | 昭和25年1月1日 南海部郡 重岡村   | 昭和30年6月1日 宇目村        | 昭和36年11月3日 町制 宇目町       | 宇目町                      | 平成17年3月3日 佐伯市            | 佐伯市     |
| 大 野 郡    | 花木村               | 塩見園村   | 重岡村                     | 重岡村                     | 重岡村                | 重岡村                 | 昭和25年1月1日 南海部郡 重岡村   | 昭和25年1月1日 南海部郡 重岡村   | 昭和30年6月1日 宇目村        | 昭和36年11月3日 町制 宇目町       | 宇目町                      | 平成17年3月3日 佐伯市            | 佐伯市     |
| 大 野 郡    | 見明村               | 塩見園村   | 重岡村                     | 重岡村                     | 重岡村                | 重岡村                 | 昭和25年1月1日 南海部郡 重岡村   | 昭和25年1月1日 南海部郡 重岡村   | 昭和30年6月1日 宇目村        | 昭和36年11月3日 町制 宇目町       | 宇目町                      | 平成17年3月3日 佐伯市            | 佐伯市     |
| 大 野 郡    | 千束村               | 千束村     | 重岡村                     | 重岡村                     | 重岡村                | 重岡村                 | 昭和25年1月1日 南海部郡 重岡村   | 昭和25年1月1日 南海部郡 重岡村   | 昭和30年6月1日 宇目村        | 昭和36年11月3日 町制 宇目町       | 宇目町                      | 平成17年3月3日 佐伯市            | 佐伯市     |
| 大 野 郡    | 柿木村               | 千束村     | 重岡村                     | 重岡村                     | 重岡村                | 重岡村                 | 昭和25年1月1日 南海部郡 重岡村   | 昭和25年1月1日 南海部郡 重岡村   | 昭和30年6月1日 宇目村        | 昭和36年11月3日 町制 宇目町       | 宇目町                      | 平成17年3月3日 佐伯市            | 佐伯市     |
| 大 野 郡    | 上河尻村             | 千束村     | 重岡村                     | 重岡村                     | 重岡村                | 重岡村                 | 昭和25年1月1日 南海部郡 重岡村   | 昭和25年1月1日 南海部郡 重岡村   | 昭和30年6月1日 宇目村        | 昭和36年11月3日 町制 宇目町       | 宇目町                      | 平成17年3月3日 佐伯市            | 佐伯市     |
| 大 野 郡    | 酒利村               | 千束村     | 重岡村                     | 重岡村                     | 重岡村                | 重岡村                 | 昭和25年1月1日 南海部郡 重岡村   | 昭和25年1月1日 南海部郡 重岡村   | 昭和30年6月1日 宇目村        | 昭和36年11月3日 町制 宇目町       | 宇目町                      | 平成17年3月3日 佐伯市            | 佐伯市     |
| 大 野 郡    | 豊藤村               | 千束村     | 重岡村                     | 重岡村                     | 重岡村                | 重岡村                 | 昭和25年1月1日 南海部郡 重岡村   | 昭和25年1月1日 南海部郡 重岡村   | 昭和30年6月1日 宇目村        | 昭和36年11月3日 町制 宇目町       | 宇目町                      | 平成17年3月3日 佐伯市            | 佐伯市     |
| 大 野 郡    | 伏野村               | 千束村     | 重岡村                     | 重岡村                     | 重岡村                | 重岡村                 | 昭和25年1月1日 南海部郡 重岡村   | 昭和25年1月1日 南海部郡 重岡村   | 昭和30年6月1日 宇目村        | 昭和36年11月3日 町制 宇目町       | 宇目町                      | 平成17年3月3日 佐伯市            | 佐伯市     |

## 行政
歴代郡長
| 代 | 氏名       | 就任年月日                | 退任年月日                | 備考                   |
| -- | ---------- | ------------------------- | ------------------------- | ---------------------- |
| 1  | 斉藤利明   | 明治11年（1878年）11月1日 |                           |                        |
| 2  | 菊村徳     |                           |                           |                        |
| 3  | 関休三     |                           |                           |                        |
| 4  | 玉置本資   |                           |                           |                        |
| 5  | 狭間重亜   |                           |                           |                        |
| 6  | 安田源太   |                           |                           |                        |
| 7  | 渡辺村男   |                           |                           |                        |
| 8  | 多羅間政輔 |                           |                           |                        |
| 9  | 河越万三郎 |                           |                           |                        |
| 10 | 田島七郎   |                           |                           |                        |
| 11 | 岩松繁夫   |                           |                           |                        |
| 12 | 沖田義信   |                           |                           |                        |
| 13 | 熊谷頼太郎 |                           |                           |                        |
| 14 | 穂坂重吉   |                           |                           |                        |
| 15 | 山田民蔵   |                           |                           |                        |
| 16 | 加藤安蔵   |                           |                           |                        |
|    |            |                           | 大正15年（1926年）6月30日 | 郡役所廃止により、廃官 |